# Zorzines puncticulosa
Zorzines puncticulosa är en fjärilsart som beskrevs av Inoue och Dieter Stüning 1995. Zorzines puncticulosa ingår i släktet Zorzines och familjen nattflyn. Inga underarter finns listade i Catalogue of Life.